# Бельков, Виктор Иванович
Виктор Иванович Бельков (14 апреля 1930, д. Первая Кирсановка, Верхне-Карачанский район, Борисоглебский округ, Центрально-Чернозёмная область, СССР, ныне — Кирсановка, Грибановский район, Воронежская область — 27 апреля 2006, Киев, Украина) — советский футболист, полузащитник, защитник. Впоследствии — советский и украинский тренер и функционер. Мастер спорта СССР (1956). Заслуженный тренер Украинской ССР (1987).

## Биография
Сразу после рождения Виктора семья переехала в Красногорск Московской области, где Бельков и начал заниматься футболом. Воспитанник ДЮСШ «Динамо» Москва, тренер Аркадий Чернышёв. В составе красногорского «Зоркого» чемпион Московской области 1948 года. Играл на первенство области по хоккею с мячом. В 1950—1952 годах играл в дубле московского «Динамо», затем перешёл в «Динамо» Киев, за которое в 1953 году провёл 10 матчей в классе «А», забил один гол. В 1954—1955 годах играл в составе ЦДСА. В 1956 году был приглашён Аркадием Аловым в ленинградский «Зенит», через два года перешёл в «Трудовые Резервы» Луганск по приглашению Алексея Водягина, где из центрального полузащитника переквалифицировался в центрального защитника.
Выступал за юношеские сборные Москвы и РСФСР. В составе сборной Ленинграда завоевал 4-е место на Спартакиаде народов СССР 1956.
Закончил киевскую школу тренеров (1953), заочно Луганский педагогический институт (1963). С 1963 года тренировал юношей киевского «Динамо», в 1967—1989 работал заведующим детско-юношеским сектором Федерации футбола Украинской ССР. Работал заведующим отделом футбола и хоккея в ДСО «Авангард» Киев. В 1990—1999 тренировал детскую команду Республиканского училища Министерства просвещения Украины. Работал старшим тренером отдела футбола Госкомспорта УССР. До 2000 года был инспектором матчей чемпионата Украины. Член Федерации футбола Киева (2001—2004). Член совета ФФУ (2002). Ветеран труда.
Скончался 27 апреля 2006. Похоронен в Киеве.